# المعلم (المعلم ومارغريتا)
المعلم (بالروسية: Мастер) شخصية خيالية. بطل رواية المعلم ومارغريتا للكاتب الروسي ميخائيل بولغاكوف. اسمه الحقيقي غير معروف، والمعلم لقب أطلقته عليه حبيبته مارغريتا بسبب روايته عن بيلاطس البنطي الوالي الروماني الذي حكم على المسيح بالصلب.

## ظهور المعلم
يظهر المعلم في الفصل الثالث عشر من الرواية (ظهور البطل) حين يذهب لزيارة الشاعر إيفان بزدومني، جاره في الغرفة في مصح الدكتور سترافنسكي، ويستمع إلى حكايته مع فولند وحاشيته، وبيلاطس البنطي، وموت رئيس رابطة الماسوليت الأدبية برليوز. يخبر المعلم إيفان بزدومني بأنه التقى بالشيطان.
يحكي المعلم عن اضطهاده من قبل النقاد الأدبيين بسبب روايته عن بيلاطس البنطي، ويذكر منهم الناقد لاتونسكي الذي آذاه أذى شديداً قاده إلى المصح العقلي. ويحكي عن حبيبته المخلصة التي يقسم بأنه لن يذكر اسمها.

## استحضار المعلم
في الفصل الرابع والعشرين من الرواية (استحضار المعلم)، يقوم فولند باستحضار المعلم بناء على طلب مارغريتا حبيبته، ويعيد إليه روايته التي أحرقها، ثم يعيده مع مارغريتا إلى قبوه القديم حيث يقيمان سوية، قبل أن يرسل قاتله المأجور عزازيلو إليهما بنبيذ مسمم، ليموتا، ويقوم بأخذه إلى الملاذ الأبدي حيث الطمأنينة والتحرر من وزر المخاوف، وذلك بطلب من المسيح الذي يبتعث متى العشار ليسأل الطمأنينة للمعلم، لا النور، لأن المعلم لم يستحق بعد النور.

## المعلم وبولغاكوف
أشار النقاد إلى أن أصل شخصية مارغريتا هو إيلينا سيرجييفنا زوجة بولغاكوف، وعدا عن هذا التشابه، فإن المعلم يتشابه مع بولغاكوف في مدى الاضطهاد الذي تعرض له كلاهما من قبل النقاد الأدبيين، الاضطهاد الذي قاد المعلم إلى مستشفى الأمراض العقلية، وجعل بولغاكوف يرسل رسالة إلى الحكومة السوفيتية يطلب فيها الإذن بالهجرة إلى خارج الإتحاد السوفيتي ليعيش.
أحرق المعلم روايته عن بيلاطس البنطي، وكذلك فعل بولغاكوف الذي أحرق رواية المعلم ومارغريتا، ومن ثم استعادها كلاهما، المعلم بمعونة الشيطان، وبولغاكوف بالإلهام الذي جعله يستعيد روايته المحترقة.

## إشارات
1. ↑  المعلم ومارغريتا، جامعة مدلبري نسخة محفوظة 03 أغسطس 2017 على موقع واي باك مشين.
2. ↑  د. أبو بكر يوسف. شيطان بلجاكوف يعود إلى موسكو. أخبار الأدب. العدد 688. الأحد. 17 سبتمبر 2006

المعلم ومارغريتا لبولغاكوف

الشخصيات: المعلم | مارغريتا | فولند | بيلاطس البنطي | يشوع الغناصري | كرفيوف/فاغوت | بهيموث | إيفان بزودمني

الأمكنة: الشقة رقم خمسين | شارع السادوفايا | مسرح المنوعات | بيت غريباييدف | مصح الدكتور سترافنسكي

الأحداث الهامة: السحر الأسود وفضحه | حفلة الشيطان الكبرى

متعلقات: قائمة شخصيات المعلم ومارغريتا | قائمة الأمكنة في المعلم ومارغريتا